# Họ Trâu bò
Họ Trâu bò (Bovidae) là một họ động vật có vú guốc chẵn nhai lại gồm bò rừng bison, trâu rừng châu Phi, trâu nước, linh dương, cừu, dê, bò xạ hương và gia súc. Có 143 loài còn tồn tại và 300 loài đã bị tuyệt chủng được biết đến, họ này bao gồm 8 phân họ chính, ngoài Họ Peleinae và Họ Pantholopinae vẫn đang được tranh chấp. Họ này tiến hóa từ cách đây 20 triệu năm, vào đầu thế Miocen. Họ này phân bố rộng rãi, các loài hoang dã có ở gần như mọi châu lục, ngoại trừ Nam Mỹ, Úc và châu Nam Cực.

## Đặc trưng
Loài động vật họ Trâu bò to lớn nhất có thể cân nặng trên 1 tấn và cao 2 m (tính từ vai) trong khi loài nhỏ nhất chỉ cân nặng khoảng 3 kg và không cao hơn một con mèo nhà lớn. Một số loài có cơ thể đầy cơ bắp và to béo, những loài khác có cơ thể nhẹ nhõm và chân dài. Loài vật có khối lượng và tầm vóc lớn nhất còn tồn tại trong họ này là bò tót (phân loài Bò tót Đông Dương). Nhiều loài tụ tập lại thành các bầy lớn với cấu trúc và trật tự xã hội phức tạp, nhưng những loài khác lại ưa thích sống cô độc. Trong phạm vi sinh sống rộng lớn của mình chúng chiếm lĩnh một khoảng rộng các kiểu môi trường sống, từ các sa mạc tới lãnh nguyên, từ những cánh rừng nhiệt đới rậm rạp tới các khu vực núi cao.
Phần lớn các thành viên của họ này là động vật ăn cỏ, ngoại trừ phần lớn các loài kỉ linh (linh dương hoẵng) trong phân họ Cephalophinae là động vật ăn tạp. Tất cả các loài trong họ đều có dạ dày 4 ngăn (túi), cho phép phần lớn trong chúng có thể tiêu hóa và hấp thụ các loại thức ăn nghèo dinh dưỡng đối với nhiều loài thú khác, chủ yếu trong đó là các loại cỏ. Không có động vật bậc cao nào có thể trực tiếp tiêu hóa xenluloza, nhưng tương tự như kangaroo, mối và một số loài khác, các loài họ Trâu bò dựa vào các vi sinh vật sinh sống trong dạ dày của chúng để phân hủy xenluloza bằng cách lên men.

Do kích thước và trọng lượng của hệ tiêu hóa phức tạp nên nhiều loài họ Trâu bò có cơ thể to và rắn chắc; các loài thanh mảnh hơn có xu hướng có thức ăn mang tính chọn lọc hơn và chúng thường bứt lá thay vì gặm cỏ. Các răng nanh và răng cửa của hàm trên của chúng không có và được thay thế bằng tấm đệm dạng chất sừng và cứng để các răng của hàm dưới cọ xát vào để cắt đứt lá hay cỏ. Các răng nanh hoặc không có hoặc bị biến đổi để có thể hoạt động như là các răng cửa phụ thêm vào. Các răng hàm là dạng móc (dạng liềm) và cách biệt với các răng phía trước bằng một khoảng hở rộng (kẽ răng). Công thức bộ răng của họ Trâu bò là tương tự như của các động vật nhai lại khác: 
| 0.0.2-3.3 |
| 3.1.3.3   |

Tất cả các loài họ này có 4 ngón chân trên mỗi chân – chúng đi bằng hai ngón (guốc) trung tâm, trong khi 2 ngón ngoài (móng huyền) ít khi chạm vào mặt đất. Tất cả các con đực và nhiều con cái có sừng (ngoại trừ ở một vài giống thuần hóa); kích thước và hình dạng các sừng này không đồng nhất nhưng cấu trúc cơ bản luôn luôn là phần lồi ra đơn bằng chất xương không có nhánh và được che phủ bằng lớp vỏ bao vĩnh cửu chứa keratin.

## Tiến hóa
Họ Trâu bò được biết đến trong các mẫu hóa thạch từ Tiền Miocen, khoảng 20 Ma. Các loài dạng bò sớm nhất, như Eotragus, là các động vật nhỏ, hơi tương tự như linh dương Gazelle ngày nay và có lẽ đã sống trong môi trường đồng rừng. Số lượng loài họ Trâu bò gia tăng mạnh vào Hậu Miocen, khi nhiều loài thích nghi với môi trường đồng cỏ và thoáng đãng hơn.
Số lượng lớn nhất số loài hiện đại của họ Trâu bò thuộc về châu Phi,trong khi số lượng quần thể lớn chủ yếu nhưng ít đa dạng hơn lại thuộc về châu Á và Bắc Mỹ. Người ta cho rằng nhiều loài họ này đã tiến hóa ở châu Á nhưng không thể sống sót do sự săn bắt của các loài người đến từ châu Phi vào cuối thế Pleistocen. Ngược lại, các loài châu Phi có nhiều nghìn hay vài triệu năm để thích nghi với sự phát triển dần dần trong kĩ năng săn bắn của con người. Tuy nhiên, nhiều loài trong họ này được thuần hóa lại có nguồn gốc châu Á (dê, cừu, trâu và bò Tây Tạng). Điều này có thể là do các loài này ít e ngại con người hơn và dễ sai bảo hơn.
Một lượng nhỏ các loài hiện đại trong họ Trâu bò thuộc châu Mỹ là tương đối gần đây theo đường cầu đất liền Bering, nhưng chúng vẫn đến khu vực này trước khi con người đặt chân tới đây.

## Phân loại
Họ Bovidae
- Phân họ Bovinae (Phân họ Trâu bò): gồm các loài trâu và bò với 26 loài trong 10 chi
- Phân họ Caprinae (Phân họ Dê cừu): gồm các loài dê và cừu với 33 loài trong 10 chi
- Phân họ Alcelaphinae (Phân họ Quyến linh): quyến linh, 7 loài trong 4 chi
- Phân họ Hippotraginae (Phân họ Mã linh): mã linh (linh dương ngựa, linh dương gặm cỏ), 6 loài trong 5 chi
- Phân họ Cephalophinae (Phân họ Kỉ linh): kỉ linh (linh dương hoẵng), 19 loài trong 2 chi
- Phân họ Reduncinae (Phân họ Vi linh): Vi linh, 8 loài trong 2 chi
- Phân họ Pantholopinae (Phân họ Tạng linh): Linh dương Tây Tạng (chiru)
- Phân họ Antilopinae (Phân họ Linh dương): linh dương gazen, linh dương lùn và linh dương saiga, 34 loài trong 13 chi
- Phân họ Aepycerotinae: linh dương Impala, 1 loài trong 1 chi
- Phân họ Peleinae: linh dương xám sừng ngắn (rhebok), 1 loài trong 1 chi

## Phát sinh chủng loài
Cây phát sinh chủng loài dưới đây vẽ theo Hernandez-Fernandez và Vrba (2005). Lưu ý rằng trong phát sinh chủng loài này thì phân họ Peleinae được gộp trong phân họ Reduncinae còn phân họ Pantholopinae thì nằm trong phân họ Caprinae.
|  | Cephalophinae |
|  |               |
|  | Reduncinae    |
|  |               |

|  | Caprinae                                                       |
|  |                                                                |
|  | \| \| Alcelaphinae \| \| \| \| \| \| Hippotraginae \| \| \| \| |
|  |                                                                |
|  | Alcelaphinae                                                   |
|  |                                                                |
|  | Hippotraginae                                                  |
|  |                                                                |

|  | Alcelaphinae  |
|  |               |
|  | Hippotraginae |
|  |               |

|  | Caprinae                                                       |
|  |                                                                |
|  | \| \| Alcelaphinae \| \| \| \| \| \| Hippotraginae \| \| \| \| |
|  |                                                                |
|  | Alcelaphinae                                                   |
|  |                                                                |
|  | Hippotraginae                                                  |
|  |                                                                |

|  | Alcelaphinae  |
|  |               |
|  | Hippotraginae |
|  |               |

|  | Cephalophinae |
|  |               |
|  | Reduncinae    |
|  |               |

|  | Caprinae                                                       |
|  |                                                                |
|  | \| \| Alcelaphinae \| \| \| \| \| \| Hippotraginae \| \| \| \| |
|  |                                                                |
|  | Alcelaphinae                                                   |
|  |                                                                |
|  | Hippotraginae                                                  |
|  |                                                                |

|  | Alcelaphinae  |
|  |               |
|  | Hippotraginae |
|  |               |

|  | Caprinae                                                       |
|  |                                                                |
|  | \| \| Alcelaphinae \| \| \| \| \| \| Hippotraginae \| \| \| \| |
|  |                                                                |
|  | Alcelaphinae                                                   |
|  |                                                                |
|  | Hippotraginae                                                  |
|  |                                                                |

|  | Alcelaphinae  |
|  |               |
|  | Hippotraginae |
|  |               |

|  | Cephalophinae |
|  |               |
|  | Reduncinae    |
|  |               |

|  | Caprinae                                                       |
|  |                                                                |
|  | \| \| Alcelaphinae \| \| \| \| \| \| Hippotraginae \| \| \| \| |
|  |                                                                |
|  | Alcelaphinae                                                   |
|  |                                                                |
|  | Hippotraginae                                                  |
|  |                                                                |

|  | Alcelaphinae  |
|  |               |
|  | Hippotraginae |
|  |               |

|  | Caprinae                                                       |
|  |                                                                |
|  | \| \| Alcelaphinae \| \| \| \| \| \| Hippotraginae \| \| \| \| |
|  |                                                                |
|  | Alcelaphinae                                                   |
|  |                                                                |
|  | Hippotraginae                                                  |
|  |                                                                |

|  | Alcelaphinae  |
|  |               |
|  | Hippotraginae |
|  |               |

|  | Cephalophinae |
|  |               |
|  | Reduncinae    |
|  |               |

|  | Caprinae                                                       |
|  |                                                                |
|  | \| \| Alcelaphinae \| \| \| \| \| \| Hippotraginae \| \| \| \| |
|  |                                                                |
|  | Alcelaphinae                                                   |
|  |                                                                |
|  | Hippotraginae                                                  |
|  |                                                                |

|  | Alcelaphinae  |
|  |               |
|  | Hippotraginae |
|  |               |

|  | Caprinae                                                       |
|  |                                                                |
|  | \| \| Alcelaphinae \| \| \| \| \| \| Hippotraginae \| \| \| \| |
|  |                                                                |
|  | Alcelaphinae                                                   |
|  |                                                                |
|  | Hippotraginae                                                  |
|  |                                                                |

|  | Alcelaphinae  |
|  |               |
|  | Hippotraginae |
|  |               |